# Wagyu
Wagyu este numele colectiv pentru cele patru principale rase⁠(d) japoneze de vite de carne⁠(d). Toate vitele wagyū provin din încrucișarea de la începutul secolului al XX-lea între bovine native japoneze și animale importate, în principal din Europa. Carnea de vită Wagyu este printre cele mai scumpe cărnuri din lume. 